# Línea 29 (EMT Valencia)
La línea 29 Av. del Cid - Universitats de EMT de Valencia une la avenida del Cid con el campus universitario de Tarongers.
La línea acaba convirtiéndose en la nueva línea 98 y queda suprimida el 22 de febrero de 2018, prolongando su recorrido desde Tarongers hasta la estación del Cabanyal (Lectivos) y la playa del Cabanyal (sábados, domingos, festivos y temporada de verano) 

## Recorrido
Dirección Universitats
Sale desde la avenida del Cid, avenida Nou d'Octubre, Pío Baroja, Valle de la Balestera, Joaquín Ballester, Reus, Ruaya, Argenter Suárez, Molinell, Primado Reig, Cataluña y avenida Tarongers.
Dirección Avenida del Cid
Sale desde la avenida Tarongers, Cataluña, Primado Reig, Molinell, Argenter Suárez, Ruaya, Reus, Joaquín Ballester, Valle de la Ballestera, Pío Baroja, Nou d'Octubre y avenida del Cid.

## Historia
La línea 29, se inauguró el 5 de marzo de 1968, después de un estudio para poder ponerla en servicio. Fue la última línea donde circularon los Pegaso 6050. Su primer itinerario iba desde Mislata hasta San Marcelino y el barrio de La Torre. En junio de 1978 amplia su itinerario hasta el interior de Mislata, en la plaza Juan XXIII. También alteró a la recíproca con la línea 7 su itinerario por el paseo de la Petxina y la calle Brasil. El 11 de febrero de 1981 fue transformada a línea de agente único. Después se le amplió algún servicio hasta Horno de Alcedo en 1988. Con la puesta en marcha de la línea 14 en el año 1990, hizo que este desvío dejara de realizarse en febrero de ese mismo año. El 23 de julio de 1990 sufrió un cambio radical en su itinerario, pasando a ir desde Mislata hasta la zona universitaria de Blasco Ibáñez, pasando por el hospital La Fe previamente. Hasta 1993 hizo su recorrido desde Mislata hasta el Campus de Blasco Ibáñez, pero en 1994 se le amplió el recorrido hasta el Campus del Politécnico en la Avda. Tarongers. Su último cambio importante fue dejar la calle Alcácer para ir por la avenida del Cid, a partir de las obras del metro en Mislata, dejando de entrar por Gregorio Gea, y buscar Doctor Marañón. En junio de 2005 es la primera línea en estrenar el nuevo SAE de Soluziona, tras varios meses con problemas. El 8 de noviembre de 2005 modifica su trazado por el río, entrando hacia La Fe por la avenida Burjassot. El 23 de marzo de 2007 incorpora nuevos autobuses, los Irisbus Cityclass GNC Noge, en sustitución de los de la serie 4000. El 3 de septiembre de 2012 deja de entrar al municipio de Mislata regulando al final de la avenida del Cid, debido a una serie de desacuerdos entre los ayuntamiento de ambos municipios. En septiembre de 2013 se amplía el recorrido por la avenida dels Tarongers llegando hasta el cruce con Ingeniero Fausto Elio. El 26 de julio de 2016 debido al plan de reordenación de líneas cambia gran parte de su recorrido en ambas direcciones, dejando de dar servicio a los barrios de l'Olivereta, Ciutat Vella y la avenida Blasco Ibáñez, haciendo el recorrido tanto de ida como de vuelta por las calles avenida del Cid, Pío Baroja, Valle la Ballestera, Joaquín Ballester, Reus, Molinell, Primado Reig, Cataluña y avenida Tarongers.

## Series asignadas
|                    | 1992 | 1993 | 1994 | 1995 | 1996 | 1997 | 1998 | 1999 | 2000 | 2001 | 2002 | 2003 | 2004 | 2005 | 2006 | 2007 | 2008 | 2009 | 2010 | 2011 | 2012 |
| ------------------ | ---- | ---- | ---- | ---- | ---- | ---- | ---- | ---- | ---- | ---- | ---- | ---- | ---- | ---- | ---- | ---- | ---- | ---- | ---- | ---- | ---- |
| CANTIDAD AUTOBUSES | 12   | 12   | 15   | 16   | 16   | 16   | 15   | 14   | 14   | 14   | 14   | 14   | 11   | 11   | 9+4  | 9+4  | 9+4  | 9+4  | 9+4  | 9    | 9    |
| SERIE              | 4000 | 4000 | 4000 | 4000 | 4000 | 4000 | 4000 | 4000 | 4000 | 4000 | 4000 | 4000 | 4000 | 4000 | 4000 | 9200 | 9200 | 9200 | 9200 | 9200 | 9200 |

### Imagen de las Series

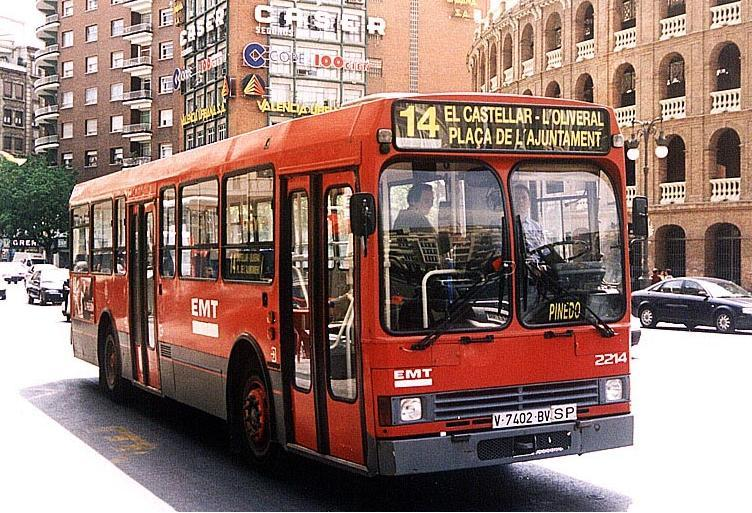
Pegaso 6038